# Nick Swardson
Nicholas Roger "Nick" Swardson (født 9. oktober 1976) er en amerikansk skuespiller, stand-up komiker, manuskriptforfatter og producer. Han er bedst kendt for sin tilbagevendende rolle som Terry Bernadino i komedieserien Reno 911!, for sit arbejde med Adam Sandlers Happy Madison Productions, og for sin egen personlige sketchkomedieserie Nick Swardson's Pretend Time.
En indfødt af Minneapolis-Saint Paul-området, blev Swardson født af Pamela og Roger Eric Swardson, og er den yngste af tre søskende. Han har en søster, Rachel, og en bror, John. Roger Swardson (1934-2003) var en redaktør og journalist - der skrev publikationer såsom Cincinnati Enquirer og City Pages, samt stiftede Grand Gazette, en tidligere Saint Paul samfunds avis. Roger og Pamela blev skilt i 1989.
Swardson gik på St. Paul Central High og begyndte at spille skuspul og udføre improvisationskomik  i en alder af 16. Han var en drillesyg studerende, der kæmpede med alkohol og narkotika og blev bortvist fra sin skole ved fire lejligheder for at starte brandalarmer for at gå udenfor og ryge cigaretter, slåskamp, fir at give fingeren i klassen, og for at ryge marihuana. Han blev han indskrevet i et Rehab program, mens han stadig gik i skole.
Efter sin eksamen i 1996, besluttede Swardson at forfølge stand-up comedy i stedet for at gå på universitetet. Swardson selv var en fan af sketch komedie, så han så stand-up comedy som et springbræt til en karriere i film.
I 2011, medvirkede Swardson og var medforfatter på filmen  Bucky Larson: Born to Be a Star, produceret af Happy Madison Productions. Samme år medvirkede han sammen med Jesse Eisenberg, Danny McBride og Aziz Ansari i filmen 30 Minutes or Less.

## Filmografi
| År   | Film                                | Rolle                       |
| ---- | ----------------------------------- | --------------------------- |
| 2000 | Almost Famous                       | Insane Bowie Fan            |
| 2001 | The Det. Kent Stryker One-Man Film  | Porn Star                   |
| 2001 | The Girls Guitar Club               | Hipset Customer             |
| 2001 | Pretty When You Cry                 | Shaun                       |
| 2003 | Malibu's Most Wanted                | Mocha                       |
| 2006 | Grandma's Boy                       | Jeff                        |
| 2006 | The Benchwarmers                    | Howie Goodman               |
| 2006 | Art School Confidential             | Matthew                     |
| 2006 | Click                               | Bed Bath & Beyond employee  |
| 2007 | Reno 911!: Miami                    | Terry Bernadino             |
| 2007 | Blades of Glory                     | Hector the Stalker          |
| 2007 | I Now Pronounce You Chuck and Larry | Kevin "Butterfly" McDonough |
| 2007 | Superbad                            | Blind Criminal              |
| 2008 | You Don't Mess with the Zohan       | Michael                     |
| 2008 | The House Bunny                     | Photographer                |
| 2008 | Bolt                                | Blake                       |
| 2008 | Bedtime Stories                     | Engineer                    |
| 2011 | Just Go with It                     | Eddie Simms/Dolph Lundgren  |
| 2011 | 30 Minutes or Less                  | Travis                      |
| 2011 | Jack and Jill                       | Todd                        |
| 2011 | Bucky Larson: Born to Be a Star     | Bucky Larson                |
| 2012 | That's My Boy                       | Kenny                       |
| 2013 | A Haunted House                     | Chip the Psychic            |
| 2013 | Grown Ups 2                         | Nick                        |
| 2014 | Back in the Day                     | Ron Freeman                 |
| 2015 | Hotel Transylvania 2                | Paul                        |
| 2015 | Hell and Back                       | Remy                        |
| 2015 | The Ridiculous 6                    |                             |

## Fjernsyn
- LateLine (1999) as Justin (1 afsnit)
- Spring Break Lawyer (2001) as Jack the Pee Boy (tv film)
- Comedy Central Presents (2001, 2006) as Himself (Stand-Up Comedy)
- Reno 911! (2003–2009) as Terry Bernadino/Jaspermans
- Cheap Seats (2004) as Bruce Jenner's Nephew (1 afsnit)
- The Showbiz Show with David Spade (2005–2007) som Scotty Kangaroojus
- Gay Robot (2006) as Rick & Voice of Gay Robot (pilot)
- Human Giant (2007) as Rob's Agent (one episode)
- Cavemen (2007) as Ray (1 afsnit)
- Seriously, Who Farted? (2009) as Himself (stand-up special)
- Nick Swardson's Pretend Time (2010–2011) as himself and various other roles (tv-serie)
- Chozen (2014) as Troy (animations-serie)
- Comedy Bang! Bang! as Billy (one episode)

## Som forfatter
- Malibu's Most Wanted (2003)
- Gay Robot (2004)
- Calling Home (2004)
- Grandma's Boy (2006)
- The Benchwarmers (2006)
- Gay Robot (Pilot) (2006)
- Seriously, Who Farted? (2009)
- Nick Swardson's Pretend Time (2010)
- Bucky Larson: Born to Be a Star (2011)

## Diskografi
- Gay Robot af Adam Sandler (2004)
- Calling Home af Adam Sandler (2004)
- Party (2007) (Stand-Up)
- Seriously, Who Farted? (2009) (Stand-Up)